# Ngrance
Ngrance is een bestuurslaag in het regentschap Tulungagung van de provincie Oost-Java, Indonesië. Ngrance telt 1944 inwoners (volkstelling 2010).